# Eintragung
Eintragung ist ein Rechtsbegriff, der den amtlichen Vermerk von Rechts- und Tatsachenänderungen in öffentlichen Registern wie dem Grundbuch, Handels-, Genossenschafts-, Güterrechts-, Partnerschafts- und Vereinsregister beschreibt.

## Allgemeines
Bestimmte Rechtsvorgänge werden von einer besonderen Publizitätspflicht erfasst, die durch Eintragung in ein öffentliches Register zu erfüllen ist. Bei diesen Registern ist es dem Staat daran gelegen, dass bestimmte Tatsachen und Rechtsverhältnisse öffentlich bekannt gemacht werden, soweit sie für den Rechtsverkehr von wesentlicher Bedeutung und von allgemeinem Interesse sind. Das geschieht durch die Darstellung dieser Rechtsverhältnisse und Tatsachen in einer für das jeweilige Register typischen Form. Aufgabe der Register ist es daher, die einzutragenden Tatsachen zuverlässig, vollständig und lückenlos wiederzugeben.
Diese Register werden als Abteilung von Amtsgerichten („Registergericht“) geführt und sind so organisiert, dass eintragungsrelevante Umstände jederzeit durch befugte Personen im Register vermerkt werden können. Dabei schreiben Gesetze genau vor, wie die Register zu führen und welche Rechtsänderungen eintragungsfähig sind. Konkret ist dies für das Grundbuch in der Grundbuchordnung und Grundbuchverfügung, für das Handelsregister im HGB und der Handelsregisterverordnung, für das Genossenschaftsregister in der Genossenschaftsregisterverordnung, für das Güterrechtsregister die Güterrechtsregisterverordnung, für das Partnerschaftsregister im PartnerschaftsGG und der Partnerschaftsregisterverordnung und für das Vereinsregister der Vereinsregisterverordnung vorgeschrieben. Die komplexesten Vorschriften befassen sich mit Eintragungen im Grundbuch. Die jeweiligen Verordnungen bilden formelles Recht, das besagt, wie das materielle Recht (Bürgerliches Gesetzbuch, BGB oder Handelsgesetzbuch, HGB) konkret registertechnisch umgesetzt werden soll.

## Eintragungspflicht
In die Register eintragungsfähig sind nur Tatsachen und Rechtsverhältnisse, die vom Gesetz zur Eintragung bestimmt und zugelassen sind oder deren Eintragung Sinn und Zweck der Registerführung erfüllen. Unter Tatsachen versteht das HGB dabei nicht nur Tatsachen im engeren Sinne, sondern auch Rechtsumstände. Nur im Handelsregister wird zwischen eintragungspflichtigen und eintragungsfähigen Tatsachen unterschieden. Die Eintragung von eintragungspflichtigen Tatsachen kann hier im Gegensatz zur Grundbucheintragung gegebenenfalls mit Zwangsgeldern (§ 14 HGB) durchgesetzt werden (Registerzwang). Diese Unterscheidung ist auch im Rahmen der Publizitätsregeln des § 15 HGB von Bedeutung, denn für die lediglich eintragungsfähigen Tatsachen (§ 3, § 25 Abs. 2, § 28 Abs. 2, § 36 HGB) gelten nur die Publizitätswirkungen des § 15 Abs. 2 HGB. Nicht eintragungsfähig sind im Handelsregister insbesondere Angaben zum Güter- oder Familienstand bzw. zur Geschäftsfähigkeit von Gesellschaftern. Unzulässig ist ferner die Eintragung von Tatsachen, die erst zu einem zukünftigen Zeitpunkt wirksam werden sollen. Nicht eintragungsfähig ist zudem die Handlungsvollmacht, obwohl sie zu den meistverbreiteten Vertretungsregelungen gehört. Um die Aktualität der Register zu erhalten, besteht für die gesetzlich normierten eintragungspflichtigen Tatsachen eine Verpflichtung zur Anmeldung. Das Gesetz sieht für bestimmte Unternehmen (Kaufleute, Personenhandelsgesellschaften) eine Eintragungspflicht in das Handelsregister vor. Zu den eintragungspflichtigen Angaben über die Vertretungsverhältnisse gehört auch die Gestattung der Insichgeschäfte.
Bei Grundbüchern gibt es nur eintragungsfähige und nicht eintragungsfähige Rechte. Zu letzteren gehören die öffentlichen Lasten (§ 54 GBO) und die Baulasten. Es dürfen nur solche Eintragungen erfolgen, die durch eine Rechtsnorm vorgeschrieben oder ausdrücklich oder stillschweigend – etwa dadurch, dass das materielle Recht an die Eintragung eine rechtliche Wirkung knüpft – zugelassen sind. Im Grundbuch kommt es sogar auf die genaue Eintragungsreihenfolge an, weil davon der Rang jedes einzelnen Rechts in der Zwangsversteigerung eines Grundstücks abhängt (§ 11 ZVG). Die übrigen Register sind für ganz spezielle Rechtsverhältnisse vorgesehen, sodass lediglich die hierzu bestehenden Tatsachen eingetragen werden können. Inhaltlich unzulässig ist eine Eintragung im Grundbuch nur dann, wenn ein Recht mit dem Inhalt oder in der Ausgestaltung, wie es eingetragen ist, aus Rechtsgründen nicht bestehen kann.

## Verfahren
Eintragungsgrund, Eintragungserfordernis und Eintragungsverfahren sind nicht einheitlich geregelt, sondern von der Registerart abhängig. Um eine Eintragung beim betreffenden Register zu bewirken, ist jedenfalls ein Eintragungsantrag erforderlich (Antragsgrundsatz), beim Grundbuch auch eine Bewilligung durch den Betroffenen (§ 19 GBO). Eintragungsanträge sind bei den meisten Registern nur noch in elektronischer Form möglich (Ausnahme: Vereins- und Güterrechtsregister, Grundbuch). In den § 12 HGB, § 157 GenG und § 5 PartGG ist geregelt, dass alle Anmeldungen und sonstigen einzureichenden Dokumente elektronisch in notariell beglaubigter Form übermittelt werden müssen. Dies setzt eine vorherige öffentliche Beglaubigung durch einen Notar voraus. Der Eintragungsantrag wird sodann vom zuständigen Registergericht auf seine inhaltliche und formelle Richtigkeit überprüft. Formell werden die Zuständigkeit, die ordnungsgemäße Beglaubigung und die Eintragungsfähigkeit der Tatsache überprüft. Die Überprüfung der materiellen Richtigkeit der einzutragenden Tatsache und eine Amtsermittlung gemäß § 26 FamFG erfolgen allerdings nur dann, wenn trotz ordnungsgemäßer Anmeldung begründete Zweifel an der Richtigkeit der einzutragenden Tatsache bestehen. In diesen Fällen hat der Registerrichter die Eintragung auszusetzen oder sogar abzulehnen (zum Beispiel § 9c Abs. 2 GmbHG).
Sind die Anträge eintragungsfähig, werden sie zur Eintragung abverfügt. Die ursprünglichen Eintragungsdokumente werden zum Nachweis der Eintragung in Registerakten (Sonderbänden) aufbewahrt bzw. virtuell gespeichert. Eintragungen von Amts wegen bilden die Ausnahme (Zwangsversteigerungsvermerk im Grundbuch). Fehlerhafte oder nicht eintragungsfähige Anträge müssen durch das Registergericht zurückgewiesen werden.
Die Eintragung eines elektronischen Wertpapiers ist gemäß § 4 Abs. 4 eWpG die Aufnahme der nach § 13 Abs. 1 eWpG oder § 17 eWpG erforderlichen Registerangaben in ein elektronisches Wertpapierregister unter eindeutiger und unmittelbar erkennbarer Bezugnahme auf die niedergelegten Anleihebedingungen von Inhaberschuldverschreibungen.

## Bekanntmachungen
Die zu veröffentlichenden Eintragungen und Löschungen in das Handels-, Partnerschaftsgesellschafts- und ggf. Genossenschaftsregister werden elektronisch bekannt gemacht, um die vorgesehene Publizität herzustellen. Beim Handelsregister geschieht dies nach § 10 HGB in der zeitlichen Folge der Eintragungen nach Tagen geordnet. Die Eintragungsnachricht im Grundbuchwesen erfolgt nach § 55 GBO an die Beteiligten und regelmäßig den Grundstückseigentümer.
Neben der Eintragung im Register selbst ist auch eine Bekanntmachung im Bundesanzeiger vorgesehen. Durch diese formelle Publizität kann das Gesetz bei Befolgung bestimmter Bekanntmachungsvorschriften davon ausgehen, dass eine Tatsache bekannt gemacht ist. Tatsächlich liest den Bundesanzeiger jedoch kaum jemand; es liegt deshalb faktisch eine „Scheinpublizität“ vor.

## Wirkung von Eintragungen
Unterschiedlich ist auch die Rechtswirkung der Eintragungen. Zu unterscheiden ist zwischen einer konstitutiven und der deklaratorischen Wirkung einer Registereintragung. Das Gesetz wählt die konstitutive Eintragung, wenn es ohne die staatliche Mitwirkung durch das Register den gewünschten Rechtserfolg nicht eintreten lassen will und die deklaratorische, wenn es lediglich darauf ankommt, die bereits eingetretene Rechtsfolge durch Eintragung für Dritte ersichtlich zu machen.

### Konstitutive Wirkung
Bei konstitutiv wirkenden Eintragungen bestimmt das Gesetz, dass erst die Eintragung im Register die mit dem Eintragungsantrag vorgesehene Rechtswirkung entfaltet. Erst die Eintragung im Register führt zur Änderung der Rechtslage. Konstitutive Wirkung der Eintragung erzeugen im Handelsregister Unternehmensgründungen, Satzung und Satzungsänderungen oder Verschmelzungen. Konstitutiv wirken die Eintragungen nach den § 2 HGB (Handelsgewerbe eines gewerblichen Unternehmens), § 3 Abs. 2 HGB (land- oder forstwirtschaftliches Unternehmen) und § 123 HGB (OHG) sowie nach § 11 Abs. 1 GmbHG (Gründung GmbH) und § 41 Abs. 1 AktG (Gründung AG). Während das Handelsregister damit sowohl konstitutive als auch deklaratorische Eintragungen kennt, sind die Eintragungen im Grundbuch ausschließlich konstitutiver Natur; Rechtsänderungen können hier nur durch dingliche Einigung und Eintragung bewirkt werden (§ 873 Abs. 1 BGB). Selbst der beurkundungspflichtige Grundstückskaufvertrag ist ohne Eintragung im Grundbuch sachenrechtlich wirkungslos. Wurde dessen Beurkundungsform nicht eingehalten, wird dieser Formmangel jedoch durch Auflassung und Eintragung geheilt (§ 311b Abs. 1 Satz 2 BGB). In diesem Fall misst das Gesetz der Eintragung so hohe Bedeutung bei, dass selbst ein zur Nichtigkeit führender Formmangel hierdurch geheilt werden kann. Vereine erhalten ihre Rechtsfähigkeit erst durch Eintragung im Vereinsregister (§ 21 BGB).

### Deklaratorische Wirkung
Die deklaratorischen Eintragungen reflektieren eine bereits bestehende Rechtslage. So wird etwa der Geschäftsführerwechsel bei einer GmbH bereits durch den Gesellschafterbeschluss wirksam, die spätere Eintragung macht den Vorgang lediglich noch publik. Bei deklaratorischen Eintragungen wird die Rechtsänderung also bereits durch den im Eintragungsantrag enthaltenen Vorgang ausgelöst, die Eintragung als solche soll dies lediglich noch öffentlich machen und hat damit rechtsbekundende Wirkung. Deklaratorische Wirkungen haben im Handelsregister die Eintragungen über neue Vorstandsmitglieder, deren Vertretungsmacht, die Beendigung des Vorstandsamtes und Eintragungen der Prokura und deren Erlöschen. Die Handelsregistereintragung der Zweigniederlassung einer ausländischen Gesellschaft wirkt nicht konstitutiv, sondern hat nur eine – auf den Errichtungsvorgang im Ausland hinweisende – deklaratorische Bedeutung. Eintragungen in das Güterrechtsregister erfolgen lediglich noch aus Publizitätsgründen, da die beurkundungspflichtigen Eheverträge bereits nach der notariellen Beurkundung rechtswirksam sind (vgl. § 1410 BGB).

## Öffentlicher Glaube
Wenn durch Register schon Publizität hergestellt werden soll, stellt sich für den Interessenten der dort vorgenommenen Eintragungen die Frage, ob und inwieweit diese Eintragungen den Tatsachen entsprechen. Die Verkehrssicherheit gebietet es, dass die in Registern eingetragenen Rechtsverhältnisse und Tatsachen als (widerlegbar) richtig gelten. Am stärksten ausgeprägt ist der in § 892 BGB geregelte öffentliche Glaube des Grundbuchs. Hier wird aber nicht der lediglich Einsichtnehmende geschützt, sondern nur derjenige, der ein Recht an einem Grundstück durch Rechtsgeschäft erwirbt. Er darf davon ausgehen, dass der Grundbuchinhalt als richtig gilt. Das Gesetz stellt hierfür zunächst eine widerlegbare Grundbuchvermutung auf, wonach eingetragene Rechte bestehen und gelöschte nicht bestehen (§ 891 BGB). Zugunsten des Erwerbers eines Rechts wird dann unwiderlegbar fingiert, dass sämtliche Grundbucheintragungen als richtig gelten, es sei denn, es ist ein Widerspruch eingetragen oder dem Erwerber ist die Unrichtigkeit bekannt.
Schwächer und zugleich kompliziert ist die für eintragungspflichtige Tatsachen vorgesehene negative (vertrauensschützende) und positive (vertrauenszerstörende) Publizität des Handelsregisters (§ 15 Abs. 1 und 2 HGB) ausgestaltet. „Positive Publizität“ knüpft an das an, was im Register steht. Bei positiver Publizität kann sich der Rechtsverkehr auf tatsächlich in einem Register stehende Tatsachen verlassen (§ 15 Abs. 3 HGB). Ist eine Tatsache eingetragen und bekannt gemacht worden, dann darf sich der Kaufmann nach Ablauf von 15 Tagen darauf berufen. Der Rechtsverkehr darf auch darauf vertrauen, dass nicht eingetragene Tatsachen auch nicht bestehen („negative Publizität“), es sei denn, dass sie bekannt sind. Daher kann sich ein Kaufmann gegenüber einem Geschäftspartner zum Beispiel nicht auf das Erlöschen einer Prokura berufen, wenn der jeweilige Umstand nicht im Handelsregister eingetragen und bekannt gemacht worden ist. Die negative Publizität knüpft mithin an das an, was nicht im Register steht. Sie schützt Dritte in ihrem Glauben, dass nicht im Register eingetragene und nicht bekanntgemachte Tatsachen auch nicht bestehen. Auch die Genossenschafts-, Vereins- und Güterrechtsregister genießen diese negative Publizität. Beim Güterrechtsregister kann zwar jeder Dritte nicht auf die Richtigkeit einer eingetragenen Tatsache, wohl aber auf den Fortbestand der eingetragenen Rechtslage vertrauen (§ 1412 BGB, negative Publizität).

## Rechtsmittel im Eintragungsverfahren
Vor Eintragung sind die Registergerichte verpflichtet, die formelle und materielle Berechtigung eines Eintragungsantrags zu prüfen und nicht eintragungsfähige Anträge zurückzuweisen. Gegen diese Entscheidungen und gegen die in Registern vorgenommenen Eintragungen ist als Rechtsmittel nicht der ordentliche Gerichtsweg möglich, da es sich um Entscheidungen des Registergerichts im Rahmen der freiwilligen Gerichtsbarkeit handelt; hiergegen ist lediglich die Beschwerde nach § 58 FamFG möglich, soweit sie nach dem Gesetz statthaft ist, insbesondere gegen Entscheidungen, die eine Eintragung ablehnen. Vom Registergericht vorgenommene Eintragungen sind nicht anfechtbar (§ 383 Abs. 3 FamFG). Für die Beschwerde ist das Oberlandesgericht zuständig (§ 119 Abs. 1 Nr. 1 Buchst. b GVG). Gegen dessen Entscheidung gibt es unter den Voraussetzungen des § 70 FamFG die Rechtsbeschwerde zum Bundesgerichtshof. Gegen Entscheidungen des Grundbuchamts gibt es die Beschwerde nach § 71 GBO. Gegen eine erfolgte Grundbucheintragung kann nach § 71 Abs. 2 Satz 2 GBO in Verbindung mit § 53 Abs. 1 Satz 1 GBO Beschwerde mit dem Ziel der Eintragung eines Amtswiderspruchs eingelegt werden; weitere Zulässigkeitsvoraussetzung ist die Beschwerdebefugnis. In Fällen beschränkter, auf Eintragung eines Amtswiderspruchs zielender Beschwerde ist nur derjenige zur Anfechtung berechtigt, der nach § 894 BGB einen Anspruch auf Berichtigung des Grundbuchs hätte, wenn die angegriffene Eintragung unrichtig wäre. Zuständig für die Entscheidung über die Grundbuchbeschwerde ist das Oberlandesgericht (§ 72 GBO). Unter den Voraussetzungen des § 78 GBO gibt es auch hier die Rechtsbeschwerde zum Bundesgerichtshof.
Der Registerrichter handelt in Ausübung eines öffentlichen Amtes. Eine Amtspflichtverletzung des Registerrichters führt jedoch nicht zur Staatshaftung nach Art. Art. 34 GG in Verbindung mit § 839 Abs. 2 BGB, weil Richter an Registergerichten keine Spruchrichter sind und ihnen deshalb das so genannte Spruchrichterprivileg des § 839 Abs. 2 BGB nicht zugutekommt. Deshalb gelten Registerrichter gemeinhin als besonders vorsichtig. Die Staatshaftung erfolgt hier nach Art. 34 GG, § 839 Abs. 1 BGB.

## Löschung von Eintragungen
Nicht mehr gültige Rechtsverhältnisse in Registern werden meist durch Löschungsantrag dem Register angezeigt. Nur ausnahmsweise erfolgen Löschungen von Amts wegen (etwa § 31 Abs. 2 Satz 2, § 32 HGB). Die Löschung erfolgt jedoch nicht durch Entfernung der betroffenen Eintragung, sondern durch rote Unterstreichung der zu löschenden Passagen. Damit soll erreicht werden, dass interessierten Dritten bei Einsichtnahme in ein Register auch die nicht mehr bestehenden Rechte und Tatsachen bekannt werden. Im Rechtsverkehr darf (widerlegbar) darauf vertraut werden, dass gelöschte Rechte nicht mehr bestehen (§ 891 BGB).